# 大勗進
大勗進（韓語：대욱진，?—?），渤海国宗室大臣。大氏。第二世渤海武王大武艺之子，文王大钦茂之弟。
大武艺在位时，因为大门艺事件，唐朝和渤海关系紧张。大武艺死后，大钦茂即位，和解与唐朝的关系。大興二年（739年，唐玄宗开元二十七年），大勗進奉哥哥大钦茂之命朝贡唐朝，被唐朝朝廷厚待，唐玄宗在内殿赐他宴饮、授官、赐袍带，留作宿卫。